# Cystiplana paradoxa
Cystiplana paradoxa är en plattmaskart som beskrevs av Tor Karling 1964. Cystiplana paradoxa ingår i släktet Cystiplana och familjen Cystiplanidae. Inga underarter finns listade i Catalogue of Life.